# Serica rosinae
Serica rosinae är en skalbaggsart som beskrevs av Maurice Pic 1904. Serica rosinae ingår i släktet Serica och familjen Melolonthidae. Utöver nominatformen finns också underarten S. r. kurosawai.